# Snowblind Studios
Snowblind Studios war ein US-amerikanisches Entwicklungsstudio für Videospiele in Kirkland (Washington).

## Geschichte
Das Unternehmen wurde 1997 gegründet. Als erste Entwicklungsarbeit schuf Snowblind im Auftrag von Kemco die beiden Rennspiele Top Gear Overdrive und Top Gear Hyper Bike. 2001 entwarf das Studio für Interplay Entertainment mit Baldur’s Gate: Dark Alliance erstmals ein Action-Rollenspiel, das hohes Kritikerlob erhielt und sich über eine Million Mal verkaufte, davon allein 500.000 auf der PlayStation 2. Ein herausragendes Merkmal war dabei die von Lead Programmer Ezra Dreisbach entwickelte Grafikengine, die insbesondere mit ihren Wassereffekten als sehr fortschrittlich bewertet wurde. Die nachträglich als Snowblind- oder Dark-Alliance-Engine bezeichnete Spielengine wurde von Snowblind auch in den folgenden Titeln wiederverwendet und an andere Firmen lizenziert.
Nach Dark Alliance entwickelte das Unternehmen für Sony 2004 das spielerisch sehr ähnliche Action-Rollenspiel Champions of Norrath, das in der Rollenspielwelt EverQuest angesiedelt war und ebenfalls hohe Wertungen erhielt. Als erster Snowblind-Titel enthielt der Titel auch einen Online-Mehrspieler-Modus über die Breitband-Adapter-Zusatzhardware für die PS2. Bereits 2005 erschien mit Champions: Return to Arms ein Nachfolger. Im April 2009 wurden die Snowblind Studios vom Medien- und Unterhaltungskonzern Time Warner übernommen und dadurch Teil der wachsenden Softwaretochter Warner Bros. Interactive Entertainment.
Unter Warner Bros. wurde Snowblind mit Surreal Software und Monolith Productions zu WB Games Seattle zusammengefasst, blieb als Marke jedoch weiterhin erhalten. Für den neuen Eigentümer entwickelte Snowblind den Lizenztitel Der Herr der Ringe: Der Krieg im Norden, der im November 2011 erschien. Im selben Monat traf WB Games Seattle eine Entlassungswelle. Nach Berichten eines Kotaku-Kolumnisten gingen diese Entlassung hauptsächlich zu Lasten von Snowblind, weshalb WB Games Seattle nun „mehr oder weniger Monolith Productions“ sei.

## Entwickelte Spiele
- 1998 Top Gear Overdrive (N64)
- 2000 Top Gear Hyper Bike (N64)
- 2001 Baldur’s Gate: Dark Alliance (GameCube, PS2, Xbox)
- 2004 Champions of Norrath (PS2)
- 2005 Champions: Return to Arms (PS2)
- 2006 Justice League Heroes (NDS, PS2, PSP, Xbox)
- 2009 Death Tank (Xbox 360)
- 2011 Der Herr der Ringe: Der Krieg im Norden (PS3, Xbox 360, Win, macOS)

## Spiele mit der Snowblind-Engine
- 2001 Baldur’s Gate: Dark Alliance (GameCube, PS2, Xbox)
- 2004 Baldur’s Gate: Dark Alliance 2 (PS2, Xbox)
- 2004 X-Men: Legends (GameCube, PS2, Xbox)
- 2004 Fallout: Brotherhood of Steel (PS2, Xbox)
- 2004 The Bard’s Tale (Android, iOS, macOS, PS2, Win, Xbox)
- 2004 Champions of Norrath (PS2)
- 2005 Combat Elite: WWII Paratroopers (Xbox, PS2, Win)
- 2005 Champions: Return to Arms (PS2)
- 2006 Justice League Heroes (NDS, PS2, PSP, Xbox)
- 2011 Der Herr der Ringe: Der Krieg im Norden (PS3, Xbox 360, Win)